# Jon-Ivar Nygård
Jon-Ivar Nygård (født 1. januar 1973)  er en  norsk politiker (Arbeiderpartiet) og transportminister i Regeringen Jonas Gahr Støre fra 2021. 
Han har tidligere været borgmester i Fredrikstad siden 2011 og blev genvalgt som borgmester efter kommunalvalget i 2015 og 2019.
 
Nygård har været folkevalgt i Fredrikstad siden 1993. I perioden 2007-2011 sad han i formandskabet et og var gruppeleder for Arbeiderpartiet i Fredrikstad kommunalbestyrelse.